# Woiwodschaft Łęczyca

Die Woiwodschaft Łęczyca (rot) im Königreich Polen-Litauen

Die Woiwodschaft Łęczyca (polnisch Województwo łęczyckie) war eine Verwaltungseinheit in der großpolnischen Provinz als Teil des Königreiches Polen beziehungsweise Polen-Litauens. Sie bestand vom Jahr 1352 bis 1793. Sitz des Woiwoden war die Stadt Łęczyca.
Die Sejm-Abgeordneten trafen sich regelmäßig in Łęczyca zu einem Generalsejmik. Im späten 16. Jahrhundert hatte sie eine Fläche von 4378,22 km². Die Woiwodschaft gehörte zur Provinz Großpolen, wurde aber oft mit der Woiwodschaft Sieradz als Łęczyca-Sieradz zusammengefasst und als eine von Großpolen und Kleinpolen separate historische Landschaft betrachtet. Beide Gebiete machen heute die Mehrheit des Territoriums der Woiwodschaft Łódź aus. Die Woiwodschaft entsandte fünf Senatoren in den polnisch-litauischen Senat: den Woiwoden von Łęczyca und den Kastellanen von Łęczyca sowie die Kastellanen von Brzeziny, Inowłódz und Konar. Der Sejmik entsandte vier Abgeordnete ins polnisch-litauische Abgeordnetenhaus und zwei Tribunalrichter. Die Woiwodschaft wurde in drei Kreise getrennt: Łęczyca, Brzeziny und Orłów. Im Zuge der zweiten polnischen Teilung 1793 ging das Gebiet mit um 140.800 Einwohnern zur Provinz Südpreußen.